# Nguyễn Phúc Nhàn Đức
Nguyễn Phúc Nhàn Đức (chữ Hán: 阮福嫻德; ? – ?), phong hiệu Lạc Thành Công chúa (樂成公主), là một công chúa con vua Thiệu Trị nhà Nguyễn trong lịch sử Việt Nam.

## Tiểu sử
Hoàng nữ Nhàn Đức là con gái thứ 31 của vua Thiệu Trị, mẹ là Tam giai Thụy tần Trương Thị Thận. Năm sinh của công chúa Nhàn Đức không được sử sách ghi chép lại, nhưng ước chừng là trong khoảng năm 1843 đến 1845. Công chúa Nhàn Đức là chị em cùng mẹ với hoàng nữ Ủy Thanh (chết yểu), Phong Lộc Quận công Hồng Kháng, hoàng nữ Liêu Diệu (chết yểu), hoàng nữ Nhàn Nhã (chết yểu) và vua Hiệp Hòa.
Sử sách không ghi chép nhiều về hành trạng của công chúa Nhàn Đức, ngay cả chồng bà là ai cũng không được nhắc đến. Đại Nam thực lục (phần Phụ chép vua bị truất bỏ) có đoạn như sau: "Nhắc viên Cẩm y Hiệu úy là Nguyễn Duy Thiện làm Nhị đẳng thị vệ (vì Duy Thiện là cháu gọi vua bằng cậu)". Duy Thiện gọi vua Hiệp Hòa bằng cậu, lại được cất nhắc lên chức Thị vệ, tức Thiện phải là con của một người chị em cùng mẹ với vua. Trong 4 người con gái của bà Thụy tần Trương thị thì chỉ có công chúa Nhàn Đức là sống đến khi trưởng thành, nên nhiều khả năng thị vệ Duy Thiện là con của vị công chúa này.
Dựa trên việc đa phần các Thái trưởng công chúa (cô của vua) và Trưởng công chúa (chị em của vua) đều được ban phong hiệu vào năm Tự Đức thứ 22 (1869), bà Nhàn Đức rất có thể được sách phong làm Lạc Thành Công chúa (樂成公主) vào thời gian này.
Không rõ công chúa Nhàn Đức mất vào năm nào, mộ phần được an táng tại đâu. Phong hiệu của hai bà công chúa Lạc Thành và Tự Tân (húy là Lương Huy, con gái thứ 26 của vua Thiệu Trị) được nhắc đến trên tấm bia khắc tên những người đã quyên tiền sửa chữa chùa Từ Hiếu. Tấm bia này được dựng vào năm Thành Thái thứ 11 (1899), có nghĩa là công chúa Nhàn Đức, và cả công chúa Lương Huy, đều vẫn còn sống vào thời điểm này.